# Dreaming of Me
Dreaming of Me är en låt av den brittiska gruppen Depeche Mode. Det är gruppens debutsingel och släpptes den 20 februari 1981. Den nådde som bäst 57:e plats på den brittiska singellistan.
"Dreaming of Me" har släppts i två versioner, en med uttoning och en utan. Den finns inte med på den brittiska originalutgåvan av Speak & Spell men återfinns som bonusspår på återutgåvan av albumet 1988. På den amerikanska originalutgåvan finns den dock med, istället för låten "I Sometimes Wish I Was Dead".

## Utgåvor och låtförteckning
Samtliga låtar är komponerade av Vince Clarke.
7": Mute / 7Mute13 (UK)
1. "Dreaming of Me" – 4:03
2. "Ice Machine" – 4:06

CD: Mute / CDMute13
1. "Dreaming of Me" – 3:46
2. "Ice Machine" – 3:54